# Prawęcin Górny
Prawęcin Górny – część wsi Prawęcin w Polsce, położona w województwie świętokrzyskim, w powiecie ostrowieckim, w gminie Kunów.
W latach 1975–1998 Prawęcin Górny administracyjnie należał do województwa kieleckiego.